# ملعب بحر دار
ملعب بحر دار الدولي (بالأمهرية: ባሕር ዳር ዓለም አቀፍ ስታዲየም)‏ هو ملعب متعدد الأغراض غير مكتمل في بحر دار، إثيوبيا. يتم استخدامه في الغالب لمباريات كرة القدم على الرغم من أنه يحتوي أيضًا على مرافق لألعاب القوى. يتسع الملعب لـ 60.000 شخص. يعد الاستاد حاليًا هو الأكبر في البلاد من حيث السعة، ولكنه يفتقر حاليًا إلى المقاعد أو المظلة أو أي مرافق، مثل الحمامات، بخلاف العناصر الخرسانية الهيكلية.

## التاريخ
بدأ بناء ملعب بحر دار في عام 2008. في عام 2015، حصل الملعب على الإعتراف من الاتحاد الأفريقي لكرة القدم والاتحاد الدولي لكرة القدم واستضاف أول مبارياته الدولية.
في مارس 2015، استضاف الملعب مباراة كأس الكونفيدرالية بين ديديبيت إف سي. وكوت دور سيشيل. في 14 يونيو 2015، استضاف ملعب بحر دار مباراة تأهيلية لكأس إفريقيا للأمم 2017 بين إثيوبيا وليسوتو. حضر المباراة أكثر من 70 ألف متفرج وهو ما يفوق بكثير سعة الملعب.
في 21 يونيو 2015، استضاف ملعب بحر دار مباراة التأهل لبطولة أمم إفريقيا 2016 بين إثيوبيا وكينيا. هزمت إثيوبيا كينيا أمام أكثر من 60 ألف متفرج.
جمع الاتحاد الإثيوبي لكرة القدم رقماً قياسياً قدره مليون بير من رسوم تذاكر مباراة بين إثيوبيا وليسوتو. نتيجة للسعة الكبيرة للملعب والعائدات الكبيرة التي يدرها، يخطط الاتحاد الإثيوبي لكرة القدم لاستخدام ملعب بحر دار كملعب للمنتخب الوطني حتى اكتمال الاستاد المقترح في أديس أبابا.
في نوفمبر 2015، أعلن الاتحاد الإثيوبي لكرة القدم أنه تم اختيار ملعب بحر دار كواحدة من ثلاث مدن مضيفة لكأس مؤتمر جمعيات شرق و وسط أفريقيا لكرة القدم 2015. من المتوقع أيضًا أن يستضيف الملعب أكبر حفل موسيقي في إثيوبيا في 21 يناير 2018.